# 福建毛蕨
福建毛蕨（学名：Cyclosorus fukienensis）也称南岭毛蕨、少羽毛蕨、德化毛蕨，为金星蕨科毛蕨属下的一个种。模式标本采自福建。